# João Evangelista Martins Terra
Dom João Evangelista Martins Terra, SJ  (Jardinópolis, 7 de março de 1925 — Brasília, 11 de março de 2022) foi um jesuíta, bispo católico e bispo auxiliar emérito de Brasília. 
Sua ordenação presbiteral deu-se a 22 de dezembro de 1956, no Rio de Janeiro. É membro da Companhia de Jesus, onde professou no dia 2 de fevereiro de 1964. 
Foi nomeado bispo titular de Bagis e bispo auxiliar de Olinda e Recife pelo Papa João Paulo II no dia 17 de agosto de 1988. Foi ordenado bispo no dia 20 de novembro de 1988, em São Paulo, pelas mãos de Dom Carlo Furno, Dom José Cardoso Sobrinho e de Dom Luciano Pedro Mendes de Almeida.
No dia 15 de junho de 1994, foi nomeado bispo auxiliar de Brasília. Renunciou ao munus episcopal no dia 16 de junho de 2004, aos 79 anos.
A arquidiocese de Brasília comunicou o falecimento de Dom João Evangelista Martins Terra no dia 11 de março de 2022, aos 97 anos de idade.